# Archer City
Archer City é uma cidade localizada no estado norte-americano de Texas, no Condado de Archer.

## Demografia
Segundo o censo norte-americano de 2000, a sua população era de 1848 habitantes. 
Em 2006, foi estimada uma população de 1878, um aumento de 30 (1.6%).

## Geografia
De acordo com o United States Census Bureau tem uma área de 
5,7 km², dos quais 5,7 km² cobertos por terra e 0,0 km² cobertos por água.

## Localidades na vizinhança
O diagrama seguinte representa as localidades num raio de 28 km ao redor de Archer City. 